# Elisabeth von Österreich (1526–1545)

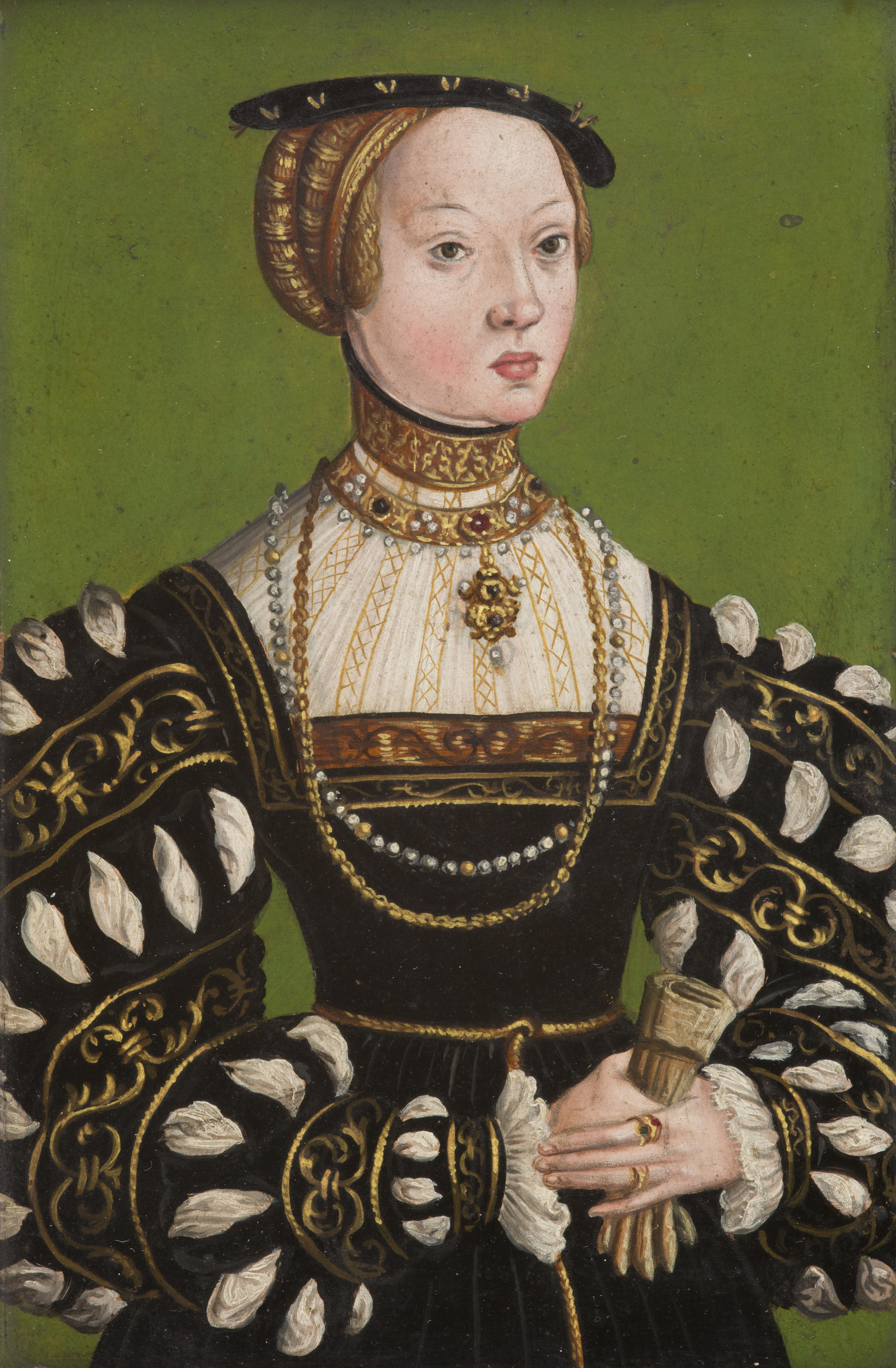
Elisabeth von Österreich, Königin von Polen

Elisabeth von Österreich (* 9. Juni 1526 in Linz; † 15. Juni 1545 in Vilnius) aus dem Haus Habsburg war Titularkönigin von Polen.

## Leben
Elisabeth  war eine Tochter des nachmaligen Kaisers Ferdinand I. und dessen Frau Anna von Böhmen und Ungarn.
Schon kurz nach ihrer Geburt wurde sie dem Jagiellonen Sigismund II., König von Polen, versprochen. Die Hochzeit fand am 6. Mai 1543 statt (die Feierlichkeiten dauerten vom 4. bis 8. Mai), als Elisabeth 16 Jahre alt war.
Die erhoffte Verbesserung der Beziehungen zwischen den Häusern Jagiello und Habsburg brachte die Ehe nicht. Elisabeth sah sich zwischen den Fronten der Gegner und Befürworter Habsburgs und man begegnete ihr am polnischen Hof mit ausgesprochener Kälte: Ihre Schwiegermutter Bona Sforza akzeptierte sie nicht und Sigismund entwickelte eine körperliche Aversion gegen sie, vermutlich weil sie unter epileptischen Anfällen litt und kein Polnisch konnte.
Sie starb kurz nach ihrem 19. Geburtstag, ohne ein Kind geboren zu haben. Sigismund heiratete später ihre Schwester Katharina von Österreich.